# Chenopodiopsis hirta
Chenopodiopsis hirta là một loài thực vật có hoa trong họ Huyền sâm. Loài này được (L.f.) Hilliard mô tả khoa học đầu tiên năm 1990.